# Zemenci
Zemenci (bułg. Земенци) – wieś w Bułgarii, w obwodzie Dobricz, w gminie Kruszari. Według danych szacunkowych Ujednoliconego Systemu Ewidencji Ludności oraz Usług Administracyjnych dla Ludności, 15 czerwca 2022 roku miejscowość liczyła 10 mieszkańców.